# Arne Sandlund
Arne Sandlund, född 7 juli 1914 i Rosvik, Norrfjärdens socken, Norrbottens län, död 20 augusti 2014 i Uppsala, var en svensk yrkesmålare, målare och tecknare.
Han var son till affärsmannen Bror Sandlund och Hulda Öhman. Under sin tid som lärling hos en mästare som var konstnärligt skolad väcktes hans intresse för konst. Hans läromästare tog på fritiden med honom till sin målarateljé, där han fick prova på stafflimålning och gav honom råd och kritik medan de kopieringsmålade kända konstnärers verk. Han tog senare korrespondenskurser i måleri från Hermods och NKI-skolan innan han studerade vid Georgij Fetcó, Axel Skilving och Olof Vibergs målarskolor i Stockholm. Separat ställde han ut ett flertal gånger i Härnösand och på Forum i Sundsvall. Han medverkade i Konstringens i Västernorrlands läns vandringsutställningar.